# Festung Hohensalzburg
Festung Hohensalzburg er et fæstningsanlæg i den østrigske by Salzburg og er endvidere byens vartegn. Fæstningen står på Festungsberg over Salzburg gamle bydel. Med en længde på 250 meter og en bredde på 150, er det et de største middelalder borganlæg i Europa.
Bygningen af fæstningen begyndte i 1077 under ærkebiskop Gebhard von Helfenstein. Den oprindelige bygning var en mindre borg med en træmur, men på grund af ærkebiskoppernes stærke politiske indflydelse udbyggede de efterhånden borgen for at beskytte deres interesser. Ringmuren og tårnene blev bygget i 1462 af Burkhard II. af Weißpriach og ærkebiskop Leonhard von Keutschach udbyggede fæstningen yderligere.
Den eneste gang fæstningen kom under angreb var i 1525 under den tyske bondekrig, da en gruppe af minearbejdere, bønder og indbyggere fra Salzburg forsøgte at afsætte ærkebiskop Matthäus Lang von Wellenberg, men forehavendet mislykkedes og et lykkedes ikke at belejre fæstningen.
Ærkebiskop Wolf Dietrich von Raitenau, der var en stor bygherre i Salzburg, blev til sin død i 1612 holdt fanget af sin efterfølger Markus Sittikus von Hohenems på Hohensalzburg.
Da Salzburg i 1816 overgik til det habsburgske monarki i Østrig, blev fæstningen fortrinsvis anvendt som kaserne. Kejser Franz Joseph 1. ophævede i 1861 Hohensalzburg som fæstning, men den forblev fortsat i kejserens besiddelse.
I 1920'erne blev fæstningen anvendt som fængsel for tilfangetagne italienske soldater fra 1. verdenskrig. Fæstningen blev siden renoveret og er i dag en af Østrigs største turistattraktioner.
Der fører en kabelbane, Festungsbahn Salzburg, bygget i 1892, op til fæstningen.